# SBS 오 뉴스
《SBS 오 뉴스》(SBS O NEWS)는 SBS TV에서 매주 평일 오후 5시에 방송 중인 저녁 종합 뉴스 프로그램이다.

## 프로그램 소개
SBS를 대표하는 저녁 종합 뉴스

## 방송 시간
- 현재 방송 시간은 2020년 9월 21일부터를 기준으로 한다.
- 명절·공휴일에는 10분 동안 SBS 뉴스로 방송·편성된다.
- 긴급·특집 뉴스가 방송되면 SBS 뉴스특보·특집 SBS 오 뉴스로 방송·편성된다.

| 방송 채널 | 방송 기간                           | 방송 시간                                                                 |
| --------- | ----------------------------------- | ------------------------------------------------------------------------- |
| SBS TV    | 1991년 12월 9일 ~ 1994년 1월 28일   | 평일 오후 5시 30분 ~ 오후 5시 40분 (10분)                                 |
| SBS TV    | 1994년 4월 18일 ~ 1995년 9월 1일    | 평일 오후 5시 30분 ~ 오후 5시 40분 (10분)                                 |
| SBS TV    | 1994년 1월 31일 ~ 1994년 4월 15일   | 평일 오후 5시 30분 ~ 오후 5시 45분 (15분)                                 |
| SBS TV    | 1996년 10월 14일 ~ 1997년 2월 28일  | 평일 오후 5시 ~ 오후 5시 15분 (15분)                                      |
| SBS TV    | 1998년 10월 19일 ~ 1999년 9월 3일   | 평일 오후 5시 ~ 오후 5시 15분 (15분)                                      |
| SBS TV    | 1999년 9월 6일 ~ 1999년 10월 15일   | 평일 오후 4시 55분 ~ 오후 5시 15분 (20분)                                 |
| SBS TV    | 1996년 4월 1일 ~ 1996년 10월 11일   | 평일 오후 5시 ~ 오후 5시 20분 (20분)                                      |
| SBS TV    | 1997년 5월 19일 ~ 1998년 10월 16일  | 평일 오후 5시 ~ 오후 5시 20분 (20분)                                      |
| SBS TV    | 1999년 10월 18일 ~ 2003년 5월 9일   | 평일 오후 5시 ~ 오후 5시 20분 (20분)                                      |
| SBS TV    | 2003년 5월 12일 ~ 2005년 4월 22일   | 평일 오후 6시 ~ 오후 6시 20분 (20분)                                      |
| SBS TV    | 2005년 4월 25일 ~ 2005년 7월 1일    | 평일 오후 5시 ~ 오후 5시 10분 (10분) 평일 오후 6시 ~ 오후 6시 20분 (20분) |
| SBS TV    | 1996년 3월 4일 ~ 1996년 3월 29일    | 평일 오후 5시 ~ 오후 5시 25분 (25분)                                      |
| SBS TV    | 1995년 9월 4일 ~ 1996년 2월 29일    | 평일 오후 5시 ~ 오후 5시 30분 (30분)                                      |
| SBS TV    | 1997년 3월 3일 ~ 1997년 5월 16일    | 평일 오후 5시 ~ 오후 5시 30분 (30분)                                      |
| SBS TV    | 2007년 1월 15일 ~ 2015년 11월 20일  | 평일 오후 5시 ~ 오후 5시 30분 (30분)                                      |
| SBS TV    | 2005년 7월 4일 ~ 2005년 11월 30일   | 평일 오후 5시 ~ 오후 5시 10분 (10분) 평일 오후 5시 30분 ~ 오후 6시 (30분) |
| SBS TV    | 2005년 12월 1일 ~ 2007년 1월 12일   | 평일 오후 5시 30분 ~ 오후 6시 (30분)                                      |
| SBS TV    | 2015년 11월 23일 ~ 2016년 12월 30일 | 평일 오후 5시 30분 ~ 오후 6시 5분 (35분)                                  |
| SBS TV    | 2020년 3월 30일 ~ 2020년 4월 17일   | 평일 오후 5시 ~ 오후 5시 50분 (50분)                                      |
| SBS TV    | 2020년 9월 21일 ~ 현재              | 평일 오후 5시 ~ 오후 5시 50분 (50분)                                      |
| SBS TV    | 2019년 4월 15일 ~ 2019년 5월 10일   | 평일 오후 5시 ~ 오후 5시 55분 (55분)                                      |
| SBS TV    | 2017년 9월 18일 ~ 2019년 4월 12일   | 평일 오후 5시 ~ 오후 6시 (1시간)                                          |
| SBS TV    | 2019년 5월 13일 ~ 2020년 3월 27일   | 평일 오후 5시 ~ 오후 6시 (1시간)                                          |
| SBS TV    | 2020년 4월 20일 ~ 2020년 9월 18일   | 평일 오후 5시 ~ 오후 6시 (1시간)                                          |
| SBS TV    | 2017년 1월 2일 ~ 2017년 6월 2일     | 평일 오후 5시 ~ 오후 6시 5분 (1시간 5분)                                  |
| SBS TV    | 2017년 6월 5일 ~ 2017년 9월 15일    | 평일 오후 5시 ~ 오후 6시 10분 (1시간 10분)                                |

## 앵커
- 현재 앵커 중 메인은 2023년 4월 3일부터 기준으로 하고 서브는 2025년 7월 21일부터 기준으로 한다.

### 메인

#### 남성
| 대수 | 진행자                       | 진행 기간                          | 비고         |
| ---- | ---------------------------- | ---------------------------------- | ------------ |
| 1대  | 손석기 前 아나운서팀 부국장  | 1994년 1월 31일 ~ 1997년 2월 28일  |              |
| 2대  | 김성호 前 기자               | 1997년 3월 3일 ~ 1997년 6월 27일   |              |
| 3대  | 손석기 前 아나운서팀 부국장  | 1997년 6월 30일 ~ 1998년 10월 16일 | [ 2 ]        |
| 4대  | 한종희 前 스포츠부 기자      | 1998년 10월 19일 ~ 2001년 3월 2일  |              |
| 5대  | 김정일 아나운서팀 부장       | 2001년 3월 5일 ~ 2002년 11월 1일   |              |
| 6대  | 故 김태욱 前 아나운서팀 국장 | 2002년 11월 4일 ~ 2003년 5월 9일   |              |
| 7대  | 이창섭 前 기자               | 2003년 5월 12일 ~ 2003년 5월 23일  |              |
| 8대  | 박상도 아나운서팀장          | 2003년 5월 26일 ~ 2003년 6월 6일   |              |
| 9대  | 김범주 기자                  | 2003년 6월 9일 ~ 2005년 7월 1일    |              |
| 10대 | 이정은 기자                  | 2005년 7월 4일 ~ 2007년 1월 12일   |              |
| 11대 | 김석재 보도본부 차장         | 2007년 1월 15일 ~ 2008년 1월 18일  |              |
| 12대 | 김정일 아나운서팀 부장       | 2008년 1월 21일 ~ 2008년 5월 2일   | [ 6 ]        |
| 13대 | 배재학 국제부 부국장급 기자  | 2008년 5월 5일 ~ 2013년 12월 6일   |              |
| 14대 | 김정일 아나운서팀 부장       | 2013년 12월 9일 ~ 2016년 7월 29일  | [ 7 ]        |
| 15대 | 박상도 아나운서팀장          | 2016년 8월 1일 ~ 2016년 12월 30일  | [ 9 ] [ 10 ] |
| 16대 | 편상욱 국제부장              | 2021년 1월 4일 ~ 2023년 3월 31일   | [ 12 ]       |

#### 여성
| 대수 | 진행자                      | 진행 기간                           | 비고                 |
| ---- | --------------------------- | ----------------------------------- | -------------------- |
| 1대  | 최영주 아나운서             | 1994년 1월 31일 ~ 1994년 4월 15일   |                      |
| 2대  | 남은영 前 아나운서          | 1995년 9월 4일 ~ 1997년 2월 28일    |                      |
| 3대  | 최영임 前 아나운서          | 1997년 3월 3일 ~ 1998년 10월 16일   |                      |
| 4대  | 윤지영 前 아나운서          | 1998년 10월 19일 ~ 2000년 4월 14일  |                      |
| 5대  | 김성경 前 아나운서          | 2000년 4월 17일 ~ 2001년 3월 2일    |                      |
| 6대  | 이혜승 아나운서             | 2001년 3월 5일 ~ 2001년 4월 27일    |                      |
| 7대  | 윤지영 前 아나운서          | 2001년 4월 30일 ~ 2002년 5월 31일   | [ 14 ]               |
| 8대  | 이병희 아나운서팀 차장      | 2002년 6월 3일 ~ 2003년 5월 9일     |                      |
| 9대  | 김소원 아나운서팀 부장      | 2003년 6월 9일 ~ 2003년 7월 18일    |                      |
| 10대 | 이병희 아나운서팀 차장      | 2003년 7월 21일 ~ 2004년 2월 27일   | [ 17 ]               |
| 11대 | 이현경 아나운서팀 부장      | 2004년 3월 2일 ~ 2005년 4월 22일    |                      |
| 12대 | 김지연 前 아나운서          | 2005년 4월 25일 ~ 2008년 5월 2일    | [ 19 ]               |
| 13대 | 윤소영 前 아나운서          | 2008년 5월 5일 ~ 2009년 10월 30일   | [ 20 ]               |
| 14대 | 김지연 前 아나운서          | 2009년 11월 2일 ~ 2011년 12월 30일  | [ 21 ]               |
| 15대 | 이병희 아나운서팀 차장      | 2012년 1월 2일 ~ 2013년 5월 31일    | [ 23 ] [ 24 ]        |
| 16대 | 이혜승 아나운서             | 2013년 6월 3일 ~ 2013년 9월 27일    | [ 26 ]               |
| 17대 | 최영아 아나운서             | 2013년 9월 30일 ~ 2013년 11월 8일   |                      |
| 18대 | 김지연 前 아나운서          | 2013년 11월 11일 ~ 2014년 10월 10일 | [ 28 ] [ 29 ]        |
| 19대 | 김소원 아나운서팀 부장      | 2014년 10월 13일 ~ 2016년 12월 30일 | [ 30 ] [ 31 ] [ 32 ] |
| 20대 | 한수진 前 부국장급 선임기자 | 2017년 1월 2일 ~ 2020년 12월 31일   | [ 33 ]               |
| 21대 | 고희경 보도국 부국장        | 2023년 4월 3일 ~ 현재               | [ 34 ]               |

#### 서브
| 대수 | 진행자                                                                     | 진행 기간                          | 비고   |
| ---- | -------------------------------------------------------------------------- | ---------------------------------- | ------ |
| 1대  | 김윤상 아나운서                                                            | 2017년 1월 2일 ~ 2018년 4월 6일    |        |
| 2대  | 이인권 아나운서                                                            | 2018년 4월 9일 ~ 2019년 1월 18일   |        |
| 3대  | 월요일 ~ 수요일 : 주시은 아나운서 목요일 ~ 금요일 : 박은경 아나운서팀 차장 | 2019년 1월 21일 ~ 2019년 8월 30일  |        |
| 4대  | 김선재 아나운서                                                            | 2019년 9월 3일 ~ 2021년 2월 10일   | [ 38 ] |
| 5대  | 월요일 ~ 화요일 : 이인권 아나운서 수요일 ~ 금요일 : 이병희 아나운서팀 차장 | 2021년 2월 13일 ~ 2021년 10월 29일 | [ 41 ] |
| 6대  | 김가현 아나운서                                                            | 2021년 11월 1일 ~ 2023년 3월 24일  |        |
| 7대  | 김다영 前 아나운서                                                         | 2023년 3월 28일 ~ 2023년 8월 31일  | [ 42 ] |
| 8대  | 김현진 아나운서                                                            | 2023년 9월 1일 ~ 2025년 1월 17일   | [ 44 ] |
| 9대  | 김다영 前 아나운서                                                         | 2025년 1월 20일 ~ 2025년 4월 25일  | [ 45 ] |
| 10대 | 이윤지 프리랜서 아나운서                                                   | 2025년 4월 28일 ~ 2025년 7월 18일  |        |
| 11대 | 김나연 MBC 강원영동 아나운서                                               | 2025년 7월 21일 ~ 현재             |        |

## 기상 캐스터
- 임은진 SBS 기상 캐스터

## 한국 수어 통역
- 장진석 (남성)
- 안규순 (여성)

## 코너

### 방영 코너
| 코너명            | 진행자 |
| ----------------- | --- |
| 이슈 토크         | 고희경 보도국 부국장 |
| 오 클릭           | 김나연 MBC 강원영동 아나운서 |
| 네트워크 현장     | 월요일 : 강원 (김우진 G1방송 아나운서), 부산 (김채림 KNN 아나운서) 화요일 : 전주 (도승민 JTV 아나운서), 울산 (최지은 ubc 아나운서) 수요일 : 대전 (유지수 TJB 아나운서), 제주 (김민경 JIBS 아나운서) 목요일 : 대구 (이혜주 TBC 아나운서), 광주 (강민지 kbc 아나운서) 금요일 : 청주 (연규옥 CJB 아나운서) |
| 수도권 소식       | 월요일 : 서울시청 (무작위) 화요일 : 수원지국 (한주한 기자) 수요일 : 인천지국 (송인호 기자) 목요일 : 의정부지국 (서쌍교 기자) 금요일 : 성남지국 (최호원 기자) |
| 간추린 뉴스       | 김나연 MBC 강원영동 아나운서 |
| 월드 리포트       | |
| 스브스뉴스        | |
| 비디오머그        | |
| 오늘의 증시       | 최민지 NH투자증권 아나운서, 신경민 NH투자증권 아나운서 |
| 고속도로 교통상황 | 한국도로공사 교통방송 고속도로 교통 캐스터 |
| 날씨              | 임은진 기상 캐스터 |
| 클로징            | 고희경 보도국 부국장 |

### 이슈 토크
이슈 토크 코너. 2017년 1월 2일부터 신설됐으며 당시 명칭은 오 키워드였으나 2017년 1월 9일부터 오 뉴스 토크로 변경됐으며 2018년 8월 6일부터 오 이슈로 변경됐다가 2021년 2월 28일 현재의 이슈 토크로 변경됐다.

### 오 클릭
SNS, 인터넷 검색어로 시민들의 하루 관심사, 반응을 전달하는 코너. 김나연 MBC 강원영동 아나운서가 진행한다. 2019년 10월 12일까지 《모닝와이드 1, 2부》에서 모닝 클릭으로 재방송 편성됐으며 화요일부터 금요일에는 박가영 리포터가 진행했고 토요일에는 이세영 前 기자가 진행했다.

### 네트워크 현장
네트워크 뉴스 코너. SBS와 네트워크 협정을 맺은 지역민영방송을 연결해서 지역 소식을 전달한다.
- 월요일 : 강원 (김우진 G1방송 아나운서), 부산 (김채림 KNN 아나운서)
- 화요일 : 전주 (도승민 JTV 아나운서), 울산 (최지은 ubc 아나운서)
- 수요일 : 대전 (유지수 TJB 아나운서), 제주 (김민경 JIBS 아나운서)
- 목요일 : 대구 (이혜주 TBC 아나운서), 광주 (강민지 kbc 아나운서)
- 금요일 : 청주 (연규옥 CJB 아나운서)

### 수도권 소식
수도권 뉴스 코너.
- 월요일 : 서울시청 (무작위)
- 화요일 : 수원지국 (한주한 기자)
- 수요일 : 인천지국 (송인호 기자)
- 목요일 : 의정부지국 (서쌍교 기자)
- 금요일 : 성남지국 (최호원 기자)

### 간추린 뉴스
단신 뉴스 코너. 김나연 MBC 강원영동 아나운서가 진행한다.

### 월드 리포트
국제 뉴스 코너.

### 스브스 뉴스
스브스 뉴스 코너.

### 비디오 머그
비디오 머그 코너.

### 오늘의 증시
증권 시황 코너. 최민지 NH투자증권 아나운서, 신경민 NH투자증권 아나운서가 진행하며 《SBS 10 뉴스》, 《SBS 12 뉴스》에서도 공통으로 방송된다.

### 고속도로 교통 상황
고속도로 교통 상황을 중계하는 코너. 한국도로공사 교통방송 고속도로 교통 캐스터가 진행하며 《SBS 12 뉴스》에서도 공통으로 방송된다.

### 날씨
기상 정보 코너.

### 종영 코너
| 코너명    | 진행자             |
| --------- | ------------------ |
| 머니 클릭 | 한지연 경제부 기자 |
| 문화 현장 |                    |
| 오 BIZ    |                    |

### 머니 클릭
금요일 경제 뉴스 코너. 한 주의 경제 뉴스를 짚어봤다.

### 문화 현장
문화 뉴스 코너.

### 오 BIZ
금요일 생활 뉴스 코너. 한 주의 주요 관심사를 짚어봤다.

## 타이틀 변천사
- 현재 타이틀은 2017년 1월 2일부터 기준으로 한다.

| 기수 | 프로그램 타이틀   | 방송 기간                          |
| ---- | ----------------- | ---------------------------------- |
| 1기  | SBS 뉴스          | 1991년 12월 9일 ~ 1994년 1월 28일  |
| 2기  | SBS 530 뉴스      | 1994년 1월 31일 ~ 1995년 9월 1일   |
| 3기  | SBS 뉴스퍼레이드  | 1995년 9월 4일 ~ 2003년 5월 9일    |
| 4기  | 오늘의 뉴스       | 2003년 5월 12일 ~ 2003년 7월 18일  |
| 5기  | SBS 뉴스퍼레이드  | 2003년 7월 21일 ~ 2005년 4월 22일  |
| 6기  | 수도권 뉴스현장   | 2005년 4월 25일 ~ 2005년 7월 1일   |
| 7기  | 생방송 투데이 1부 | 2005년 7월 4일 ~ 2007년 1월 12일   |
| 8기  | SBS 뉴스퍼레이드  | 2007년 1월 15일 ~ 2016년 12월 30일 |
| 9기  | SBS 오 뉴스       | 2017년 1월 2일 ~ 현재              |

## 로고 연혁

### SBS 530 뉴스 시절

1994년 1월 31일~1994년 9월 18일
1994년 9월 19일~1995년 9월 4일

## 지역 방송국 프로그램
- 오후 5시 30분부터 지역 뉴스를 방송·편성한다.
- kbc TV는 지역 뉴스를 방송·편성하지 않고 본사 수중계로 뉴스를 방송한다.

| 방송 채널                            | 방송 권역                          | 프로그램          | 진행자 |
| ------------------------------------ | ---------------------------------- | ----------------- | ------ |
| G1 TV                                | 강원특별자치도                     | 뉴스퍼레이드 강원 | 김우진 |
| TJB TV                               | 대전광역시 세종특별자치시 충청남도 | TJB 뉴스 (1735)   | 박세종 |
| CJB TV(DMB에서는 대전 프로그램 편성) | 충청북도                           | CJB 뉴스 (1730)   | 연규옥 |
| JTV TV(DMB에서는 본사 프로그램 방송) | 전북특별자치도                     | JTV 저녁뉴스      | 도승민 |
| TBC TV                               | 대구광역시 경상북도                | TBC 대경뉴스광장  | 이혜주 |
| KNN TV                               | 부산광역시 경상남도                | KNN 뉴스투데이    | 오주호 |
| ubc TV(DMB에서는 부산 프로그램 편성) | 울산광역시                         | ubc 뉴스라인      | 최지은 |
| JIBS TV                              | 제주특별자치도                     | JIBS 뉴스 (저녁)  | 김민경 |

## 편성 변경
- 2023년 11월 17일 : 《창사 특집 SBS 희망 TV AGAIZ 기아 체험 24시간 (5부)》 편성으로 인해 20분 단축 편성.
- 2024년 5월 24일 : 《2024 SBS 희망 TV (4부)》 편성으로 인해 30분 단축 편성.
- 2024년 10월 25일 : SBS 스포츠 2024년 한국시리즈 3차전 KIA 타이거즈 VS 삼성 라이온즈 중계 방송으로 인한 15분 단축 편성.
- 2024년 10월 29일 : SBS 스포츠 2024년 한국시리즈 6차전 삼성 라이온즈 VS KIA 타이거즈 중계 방송으로 인한 15분 단축 편성.
- 2024년 11월 8일 : 《창사 특집 2024 SBS 희망 TV (4부)》 편성으로 인해 20분 단축 편성.

## 결방
- 2018년 8월 29일 : 《2018 자카르타 팔렘방 아시안 게임 남자 축구 준결승 - 대한민국 VS 베트남》 중계 방송으로 인해 결방.
- 2020년 4월 15일 : 《4·15 국회의원 선거 개표 방송 2020 국민의 선택》 편성으로 인해 결방.
- 2022년 3월 9일 : 《3·9 대통령 선거 개표 방송 2022 국민의 선택》 편성으로 인해 결방.
- 2022년 6월 1일 : 《6·1 지방 선거 개표 방송 2022 국민의 선택》 편성으로 인해 결방.
- 2023년 9월 25일 ~ 2023년 10월 5일 : 《2022 항저우 아시안 게임》 중계 방송으로 인해 결방.
- 2023년 12월 25일 : 《2023 SBS 가요대전》 편성으로 인해 결방.
- 2024년 4월 10일 : 《4·10 국회의원 선거 개표 방송 2024 국민의 선택》 편성으로 인해 결방.
- 2024년 7월 29일 ~ 2024년 8월 9일 : 《2024 파리 올림픽》 중계 방송으로 인해 결방.
- 2025년 2월 20일 : 《2025 AFC U-20 아시안컵 D조 - 대한민국 vs 일본》 편성으로 인해 결방.

## 경쟁 프로그램
- KBS 뉴스 7 (KBS 1TV)
- 경제콘서트 (KBS 2TV)
- MBC 5시 뉴스와 경제 (MBC TV)
- YTN 뉴스ON (YTN)
- 뉴스워치 (연합뉴스TV)